# Rạp Pathé (Hà Nội)

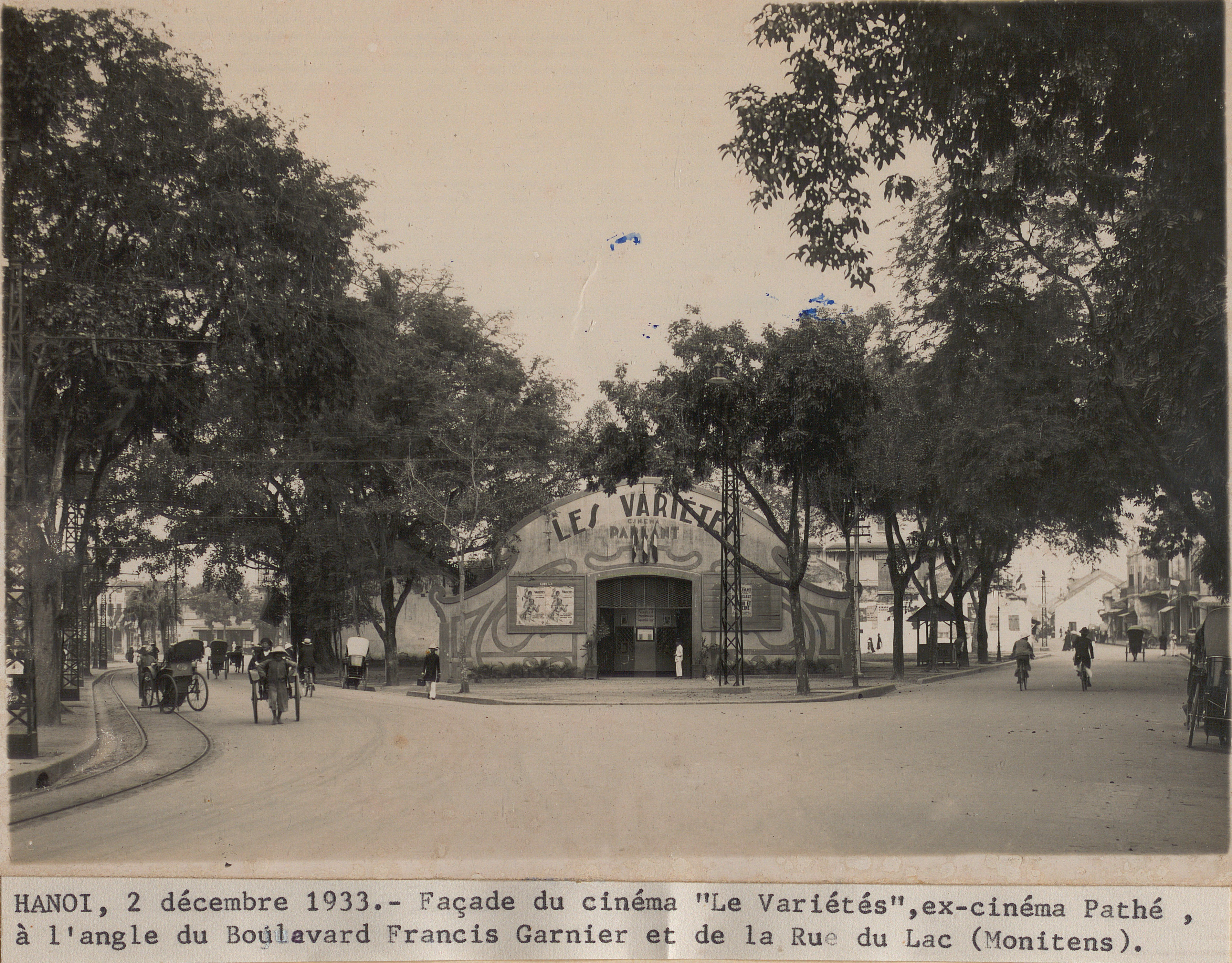
Rạp Les Variétés vào năm 1933

Rạp Pathé là rạp chiếu bóng cổ nhất Hà Nội, được báo chí Việt Nam tự công nhận là rạp chiếm bóng đầu tiên tại Việt Nam và Đông Dương. Vào thời điểm ra đời, địa điểm này được xem là biểu tượng của sự hiện đại bậc nhất thời bấy giờ tại Hà Nội. Ngoài Pathé, rạp Cinéma Tokinois cũng là hai rạp chiếu bóng tại Hà Nội và đều do Aste kinh doanh. Rạp có vị trí nằm trên khu đất bên trái đền Bà Kiệu, lệch một chút so với hướng đền Ngọc Sơn. Năm 1933, sau khoảng 13 năm hoạt động, Pathé Frères chính thức đóng cửa. Vào năm 1943, chính quyền Pháp và Hội Truyền bá Quốc ngữ đã dựng một nhà bia, trong đó đặt bài văn bia tôn vinh Alexandre de Rhodes. Sau năm 1954, tấm bia và nhà bia đều bị phá, một thời gian nơi đây được dựng tượng "Cảm tử để Tổ quốc quyết sinh" cho tới ngày nay.

## Lịch sử

### Thành lập
Rạp chiếu bóng Pathé có tên đầy đủ là Pathé Frères (nghĩa là "Anh em nhà Pathé"). Rạp chiếu bóng này được khai trương vào ngày 10 tháng 8 năm 1920. Vào thời điểm khai trương, đây là rạp chiếu bóng sớm nhất tại Hà Nội và cả Liên bang Đông Dương. Chủ nhân của Pathé Frères là một người Pháp tên là Aste. Rạp có vị trí nằm trên khu đất bên trái đền Bà Kiệu, lệch một chút so với hướng đền Ngọc Sơn.
Trong ký ức của những người già kể lại, xung quanh rạp Pathé Frères có bãi cỏ rộng với nhiều bóng cây. Sự xuất hiện của Pathé Frères lúc ấy được xem là một sự kiện lớn của Hà Nội và được tờ Thực Nghiệp Dân Báo đăng một mẩu quảng cáo lớn khi đó. Để có đất xây rạp, Aste đã liên kết với Hội đồng thành phố phá một phần đền Bà Kiệu lấy mặt bằng xây rạp. Ngoài Pathé, rạp Cinéma Tokinois cũng là hai rạp chiếu bóng đầu tiên của Hà Nội và đều do Aste kinh doanh.

### Cấu trúc
Cũng như nhiều rạp chiếu bóng được xây dựng trước những năm 1930, rạp Pathé chỉ lắp đặt một máy chiếu phim. Phim được chia thành nhiều cuốn, đựng trong hộp kim loại hình tròn, khi chiếu hết một cuộn phim thì đèn trong rạp sẽ được bật sáng, người thợ máy chiếu sẽ thay cuốn phim mới vào và chiếu tiếp. Bên trong rạp, người xem ngồi cả hai phía màn ảnh.
Với ghế hạng sang, người xem được ngồi trên các ghế tựa bằng gỗ cao cấp ghế gỗ cho người hạng thường sẽ có vải đen. Màn ảnh làm bằng những đoạn vải trắng may nối liền nhau, xung quanh viền vải xanh thẫm hoặc vải đen. Sàn của phòng chiếu thời điểm khai trương bằng phẳng. Để hạn chế việc người ngồi sau bị vướng đầu người ngồi đằng trước, chủ rạp đã treo màn ảnh lên khá cao, khiến mọi người phải ngửa cổ lên nhìn khi xem. Cũng theo tờ Thực Nghiệp Dân báo, rạp chiếu phim này sẽ hoạt động từ 9h đến 11h. Thứ 5 và chủ nhật, họ sẽ chiếu từ 5h đến 7h để cho trẻ con xem và hạng ghế nào cũng có quạt máy.
Phim vào thời điểm rạp hoạt động là phim câm, khoe hình ảnh mẫu quốc. Còn loại phim thời sự hình ảnh An Nam do phương Tây quay thường mang tính xúc phạm dân tộc Việt Nam như hình ảnh các quan lại quỳ lạy chính quyền Pháp, cảnh kéo xe tay cho các quan lại, cảnh đóng khố trèo dừa.

### Bị cạnh tranh và phá dỡ

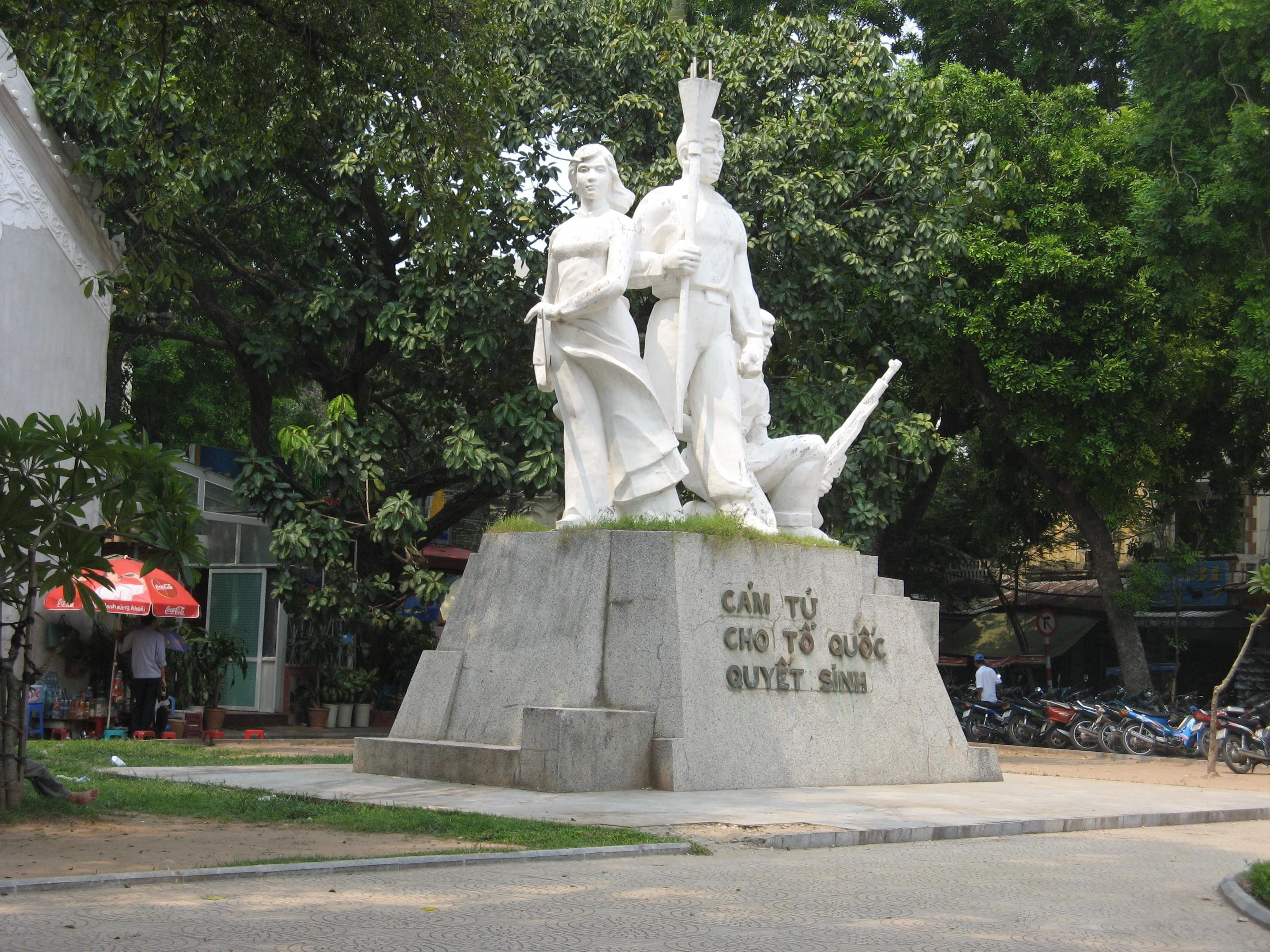
Tượng đài Cảm tử cạnh đền Bà Kiệu, nền rạp Pathé

Trong một cuốn sách của mình, nhà sử học Dương Trung Quốc từng đề cập khá chi tiết tới Pathé Frères. Ông cho biết vào thời điểm được khai trương, nơi này được gọi là Rạp Chùa Bút. Dần dần, các rạp hát khác được xây dựng, ngay gần đấy có một tòa nhà của Hội khuyến nhạc (Philarmonique), rồi tại đầu đường Paul Bert là Nhà Hát Lớn Hà Nội. Sau một thời gian cạnh tranh với hãng phim khác, rạp Pathé được đổi tên là Les Variétés (tạm dịch là "Vạn Hoa" hay "Biến Hóa").
Năm 1933, sau khoảng 13 năm hoạt động, Pathé Frères chính thức đóng cửa. Tại đây, vào năm 1943, chính quyền Pháp và Hội Truyền bá Quốc ngữ đã dựng một nhà bia, trong đó đặt bài văn bia "tam ngữ" (Hán-Quốc ngữ, Pháp) tôn vinh Alexandre de Rhodes là "ông tổ chữ quốc ngữ". Sau năm 1954, tấm bia và nhà bia đều bị phá. Sau một thời gian, nơi đây được dựng tượng "Cảm tử để Tổ quốc quyết sinh" cho tới ngày nay.

## Di sản
Rạp Pathé đã được Viện Kỷ lục Việt Nam (tổ chức tư nhân thuộc VietKings) công nhận là rạp chiếu bóng đầu tiên ở Hà Nội, cũng là đầu tiên ở Việt Nam và toàn Đông Dương, được xem là biểu tượng của sự hiện đại bậc nhất thời bấy giờ. Tuy vậy, một số dẫn chứng khác đã chỉ ra rằng từ năm 1916, Đông Dương đã có rạp chiếu bóng của Pathé Frères ở Hà Nội, Hải Phòng, Huế, và Tourane. Thậm chí, năm 1908, toàn bộ Đông Dương đã có một cơ sở chiếu bóng ở số 63 rue d'Ormay (Sài Gòn). Trước khi Pathé ra đời, điện ảnh là một khái niệm "lạ lẫm, mới mẻ" với người Hà Nội. Thời điểm này, người dân Việt Nam gọi rạp chiếu phim là "những trò chớp bóng".
Mặc dù Pathé Frères khánh thành từ năm 1920 nhưng từ năm 1898, trên báo chí Việt Nam đã đăng quảng cáo những buổi chiếu phim bán vé tại một số địa điểm công cộng. Theo tờ Trung Bắc Tân Văn, ngay từ đầu thế kỷ 20, Việt Nam đã bắt đầu có những buổi chớp bóng đầu tiên tại Hotel Grand Café ở khách sạn Métropole (nay là khách sạn 5 sao Sofitel Métropole). Ngày 28 tháng 4 năm 1899, Hà Nội có buổi chiếu phim đầu tiên miễn phí cho công chúng xem.
Vào khoảng đầu thập niên 30 của thế kỷ 20, rạp Pathé xuất hiện trong một truyện ngắn mang tên "Người Đầm" của nhà văn Thạch Lam. Rạp chiếu bóng này chính là nơi nhân vật "tôi" trong truyện gặp gỡ "người đầm" – một thiếu phụ trẻ người Pháp đi cùng với cô con gái nhỏ. Nhân kỷ niệm 100 năm ngày sinh của nhạc sĩ Phạm Duy, một trích đoạn video do đạo diễn Đinh Anh Dũng ghi lại những hình ảnh Phạm Duy trong hành trình dọc theo chiều dài đất nước đã được công bố. Phạm Duy cho biết tới năm khoảng 13, 14 tuổi rạp Pathé mới xuất hiện phim có tiếng, và rạp này cũng chính là một trong những địa điểm làm nên tuổi thơ của ông.